# Alan Steele
Allan Abraham Silinsky, meglio noto come Allan Steele (Westbury, 30 dicembre 1966), è un attore statunitense.

## Filmografia parziale
- Crash - Contatto fisico (2004), diretto da Paul Haggis
- The Next Three Days (2010), diretto da Paul Haggis